# Tico-tico-de-coroa-preta
Tico-tico-de-coroa-preta  (Arremon abeillei) é uma espécie de ave da família Emberizidae.
Pode ser encontrada nos seguintes países: Equador e Peru.
Os seus habitats naturais são: florestas secas tropicais ou subtropicais e florestas subtropicais ou tropicais húmidas de baixa altitude.